# ليوان الشرقي (مقاطعة بندر غز)
لیوان الشرقي (بالفارسية: لیوان شرقی) هي قرية تقع في إيران في قسم لیوان الريفي. يقدر عدد سكانها بـ 2,410 نسمة .